# Emily Perry
Emily Perry (28. juni 1907-19. februar 2008) var en engelsk skuespillerinde, der startede sin karriere som 80-årig i 1987.
Hun havde kun få roller, og blev mest kendt for sin første rolle som Dame Ednas brudepige Madge Allsop. Allsop var en fåmælt sidefigur, der optrådte i Barry Humphries' tv-talkshow The Dame Edna Experience (senere også i Dame Edna's Neighbourhood Watch og Dame Edna's Hollywood).
Udover rollen som Madge Allsop spillede Perry med i et afsnit af tv-serien Last of the Summer Wine (1973- ), og i 2001 spillede hun sig selv i Night of a Thousand Faces.
Før succesen med Dame Edna havde Perry en danseskole i 25 år.

## Eksterne Henvisninger
- Emily Perry på Internet Movie Database (engelsk)
- Emily Perry på AllMovie (engelsk)
- Dame Edna Everages officielle hjemmeside Arkiveret 9. februar 2008 hos  Wayback Machine

1. ↑  Navnet er anført på engelsk og stammer fra Wikidata hvor navnet endnu ikke findes på dansk.